# Graswangtal

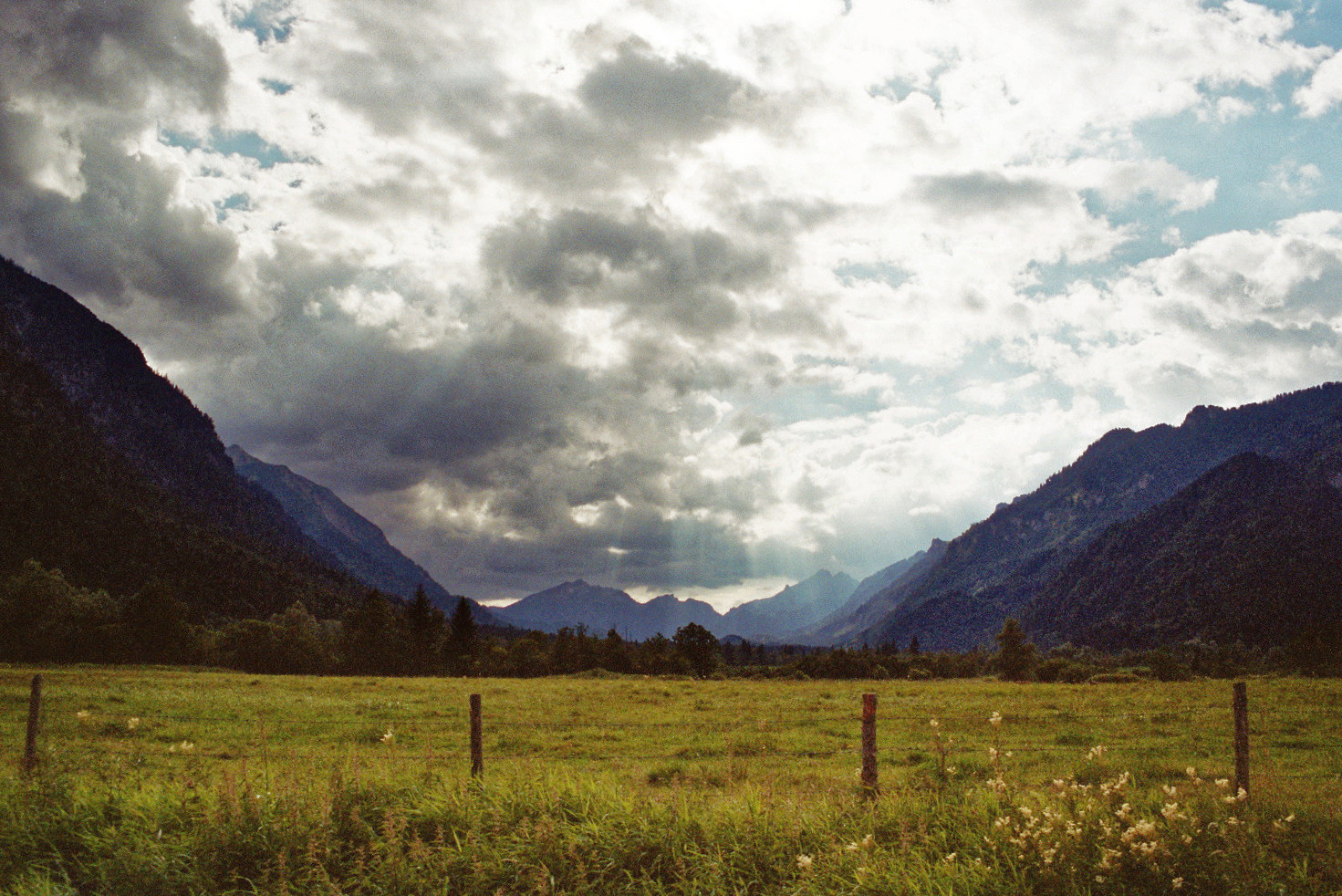
Blick von Ettal in das Graswangtal

Das Graswangtal ist ein Tal in den Ammergauer Alpen in Oberbayern. Es wird von der Linder durchflossen.

## Lage
Das Tal liegt im Landkreis Garmisch-Partenkirchen in dem gemeindefreien Gebiet Ettaler Forst und einem Teil des Gemeindegebiets von Ettal südlich des Klammspitzkamms und nördlich von Kreuzspitzgruppe und Kramergruppe. Das größte Seitental ist das Elmautal zwischen Kreuzspitzgruppe und Kramergruppe. Den optischen Abschluss des Tals im Westen bildet der zur Hochplatten-Tegelberg-Gruppe gehörende Scheinbergspitz.

## Verlauf

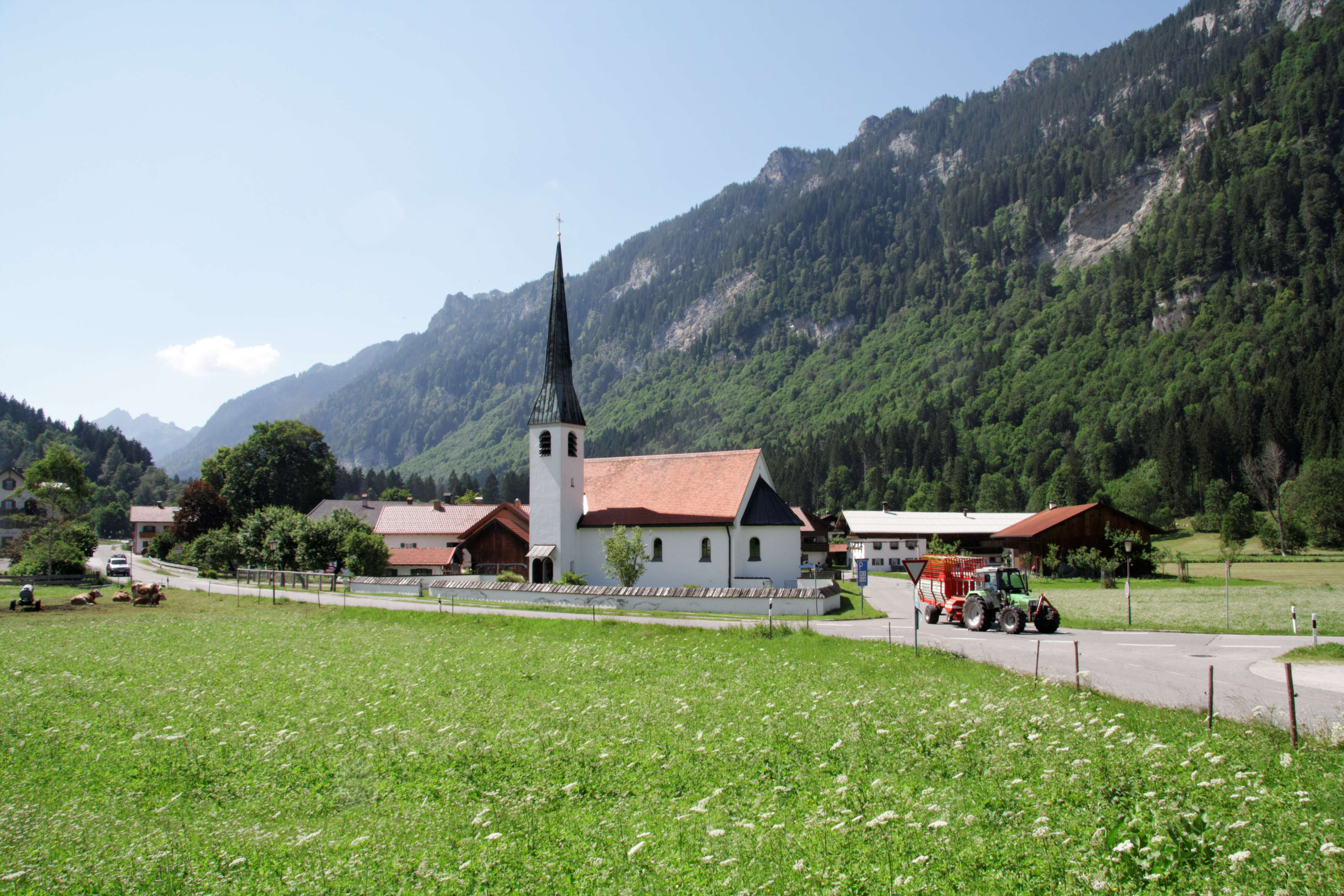
Graswangtal mit Graswang

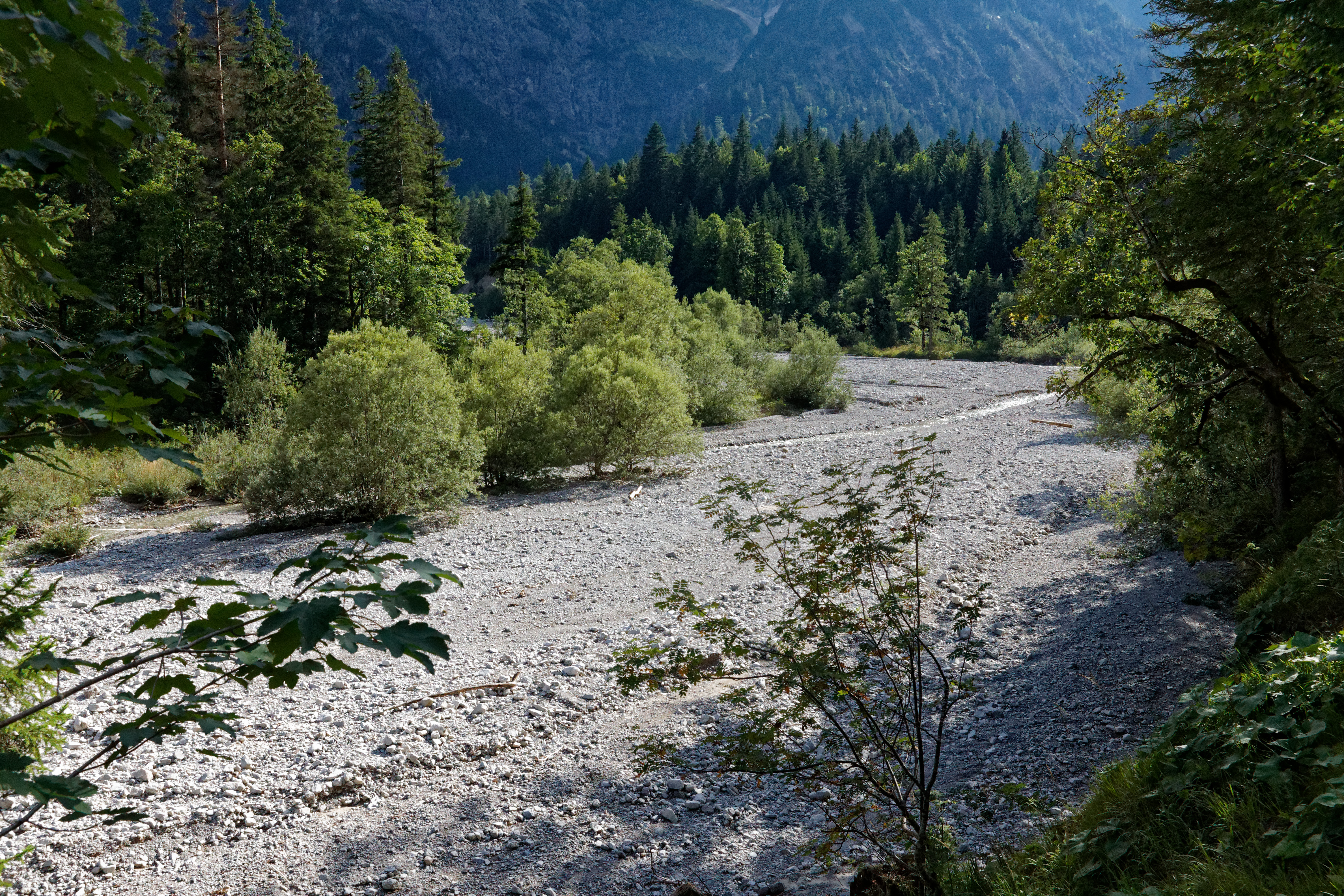
Linder im oberen Graswangtal

Das Graswangtal ist etwa 15 km lang und verläuft vorwiegend in West-Ost-Richtung. Es beginnt an der deutsch-österreichischen Grenze in der Nähe des Ammersattels beim Zusammenfluss des Fischbaches und des Neualmbaches zur Linder auf etwa 1080 m Höhe und endet im Ettaler Weidmoos auf 840 m Höhe. 
Die Linder durchfließt das gesamte Graswangtal, bevor sie im Weidmoos als Ammer nach Norden abbiegt. 
Ebenfalls durch das gesamte Tal verläuft die Staatsstraße 2060. 
In dem Tal liegen die Ettaler Ortsteile Linderhof mit dem Schloss Linderhof, Graswang, Dickelschweig und Rahm.